# Peugeot 201

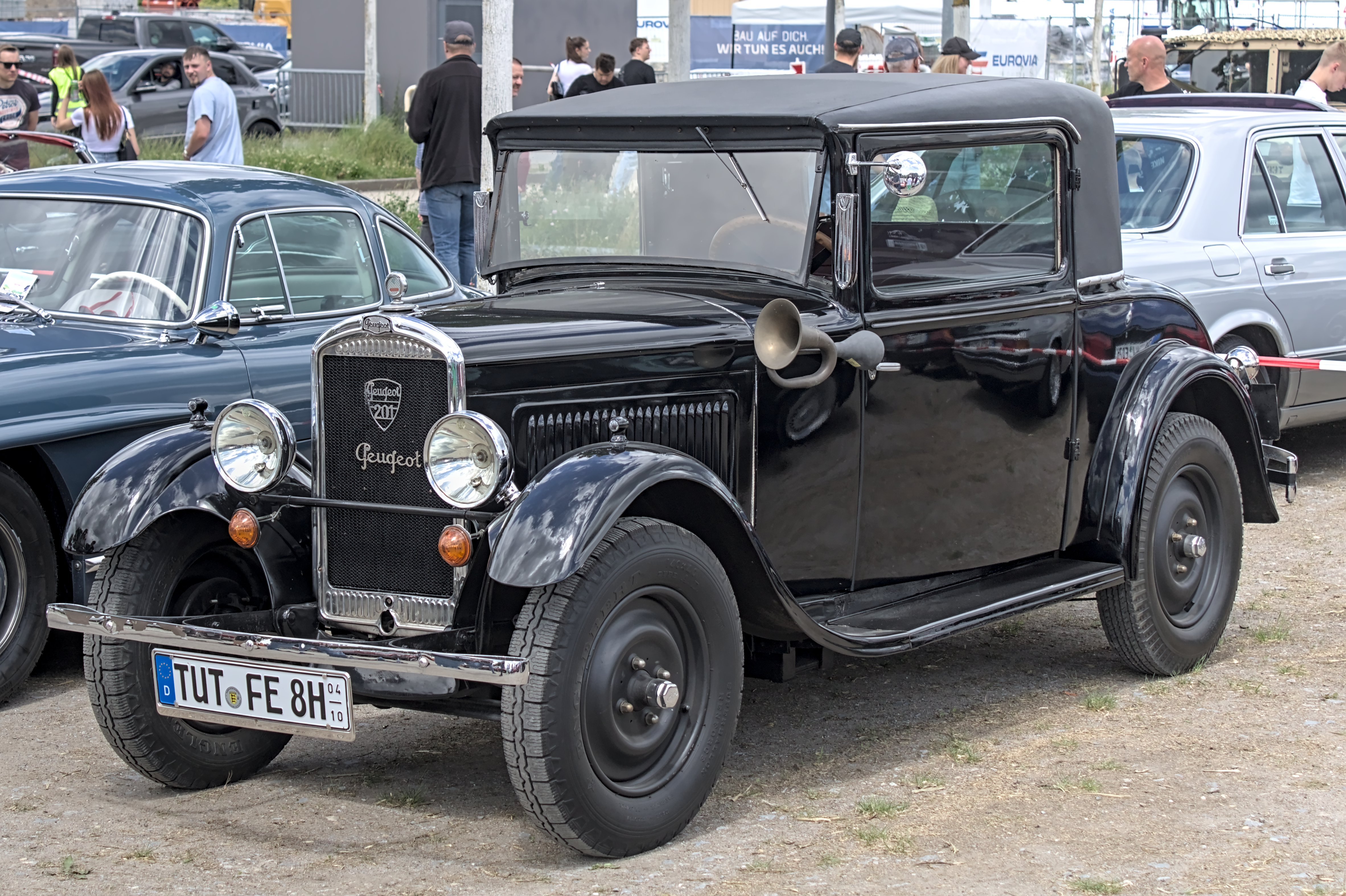
Peugeot 201 Cabrio

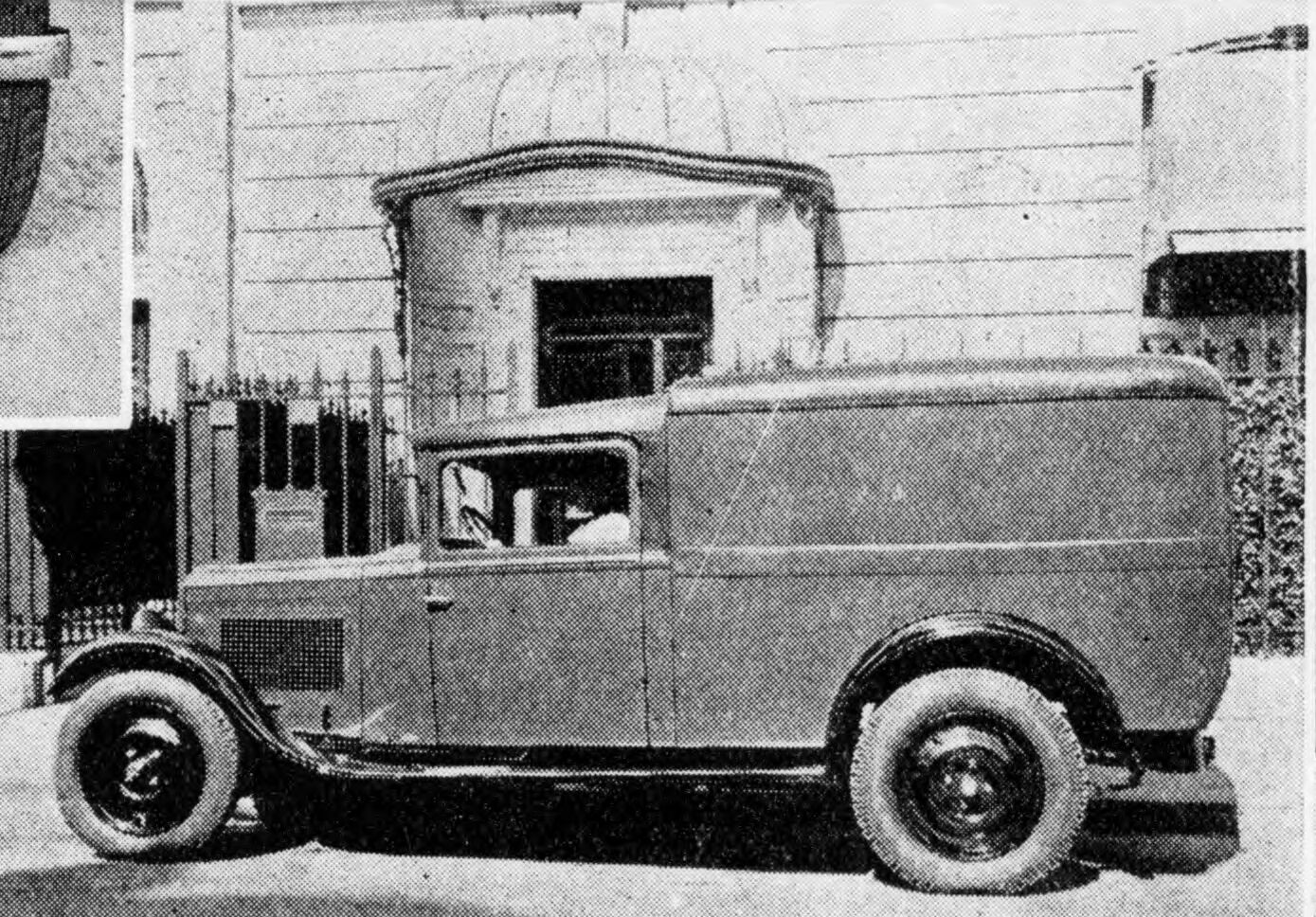
Peugeot 201 T

Der Peugeot 201  wurde zwischen Juli 1929 und September 1937 in 142.309 Exemplaren vom französischen Automobilhersteller Peugeot in Sochaux gebaut. Es war ein unmittelbar vor der Weltwirtschaftskrise 1929 neu entwickeltes und auf dem Pariser Automobilsalon präsentiertes Fahrzeugmodell. Im Gegensatz zu einigen seiner Konkurrenten überstand Peugeot die Wirtschaftskrise der 1930er Jahre und gewann das Image einer Automobilmarke von bedeutenden Konstrukteuren nicht zuletzt dank des Modells 201.
Der 201 wurde in vielen verschiedenen Varianten angeboten. Anfangs war er mit einem 1122-cm³-Vierzylinder-Motor mit 63 mm Bohrung und 90 mm Hub ausgerüstet, der 23 PS (17 kW) bei 3500/min leistete und dem 890 kg schweren Fahrzeug eine Höchstgeschwindigkeit von 80 km/h ermöglichte. Später erhielt das Modell einen Motor mit 1307 cm³ und zuletzt standen 35 PS (26 kW) aus 1465 cm³ Hubraum zur Verfügung. Der Radstand betrug 2470 mm, die Spurweite  1150 mm. Der 201 bekam 1931 eine Einzelradaufhängung vorn.
Bei seiner Präsentation war der 201 das erste Peugeot-Modell, das die später patentierte mittlere Null in der dreiziffrigen Modellbezeichnung führte, die bis heute erhalten geblieben ist. Zu Beginn umschloss diese 0 den Einschnitt im Blech für die Starterkurbel.
Am 26. Dezember 1929 nahm ein 201 an einer Tour quer durch Afrika teil.
Von Juli 1929 bis August 1931 wurden bereits mehr als 60.000 Fahrzeuge ausgeliefert.
Der Kastenwagen 201 T hatte eine erlaubte Nutzlast von 750 kg.

## Peugeot 201-X
Peugeot beauftragte den renommierten Sportwagenbauer Bugatti mit der Entwicklung einer Sport- oder Rennsportvariante. Ausgehend von der Version mit unabhängiger Radaufhängung, erhielt der Type 201-X Bugatti-typisch Viertelliptik-Blattfedern hinten. Als Antrieb diente ein Bugatti-Motor. Der Vierzylinder mit nur 944 cm³ Hubraum war vom Type 35 Reihenmotor-Achtzylinder abgeleitet. Wie dieser hatte er eine obenliegende Nockenwelle und pro Zylinder zwei Ein- und ein Auslassventil. Einige Exemplare wurden mit Roots-Gebläsen aufgeladen.
Das Fahrzeug hatte ein Vierganggetriebe und rundum Trommelbremsen. Mit diesem Motor ließ sich keine wirtschaftliche Produktion einrichten. Nur etwa 20 Exemplare entstanden, die meisten als Roadster mit Spitzheck oder Cabriolet karrossiert. Bei Bugatti lief das Projekt als Type 48.
Der Peugeot-Werksfahrer André Boillot, Sieger an der Targa Florio 1919, verunfallte tödlich, als sein 201-X 1932 beim Training zum Bergrennen Côte d'Ars bei La Châtre von der Strecke abkam.